# Museo Militar de Aviación (México)
El Museo Militar de Aviación "Teniente Piloto Aviador José Espinoza Fuentes" (MUMA) se ubica en las instalaciones de la Base Aérea de Santa Lucía, Estado de México, es dependiente de la Secretaría de la Defensa Nacional y se enfoca principalmente en la exhibición de material histórico de la Fuerza Aérea Mexicana.

## Historia
El primer museo de aviación militar fue creado en 1933 en los terrenos donde actualmente se ubica la TAPO, dicho museo sirvió desde 1933 hasta 1976, año en que fue demolido para dar inicio a la construcción de la central camionera. Desde el año 2000, se utilizó una parte del hangar usado por el Escuadrón Aéreo 302 para la exhibición de material aéreo histórico y el cual fue reinaugurado en 2010 para el festejo del bicentenario de la Independencia y el centenario de la Revolución.
Debido a la construcción del AIFA, el edificio fue reubicado, comenzando su construcción en octubre de 2020 y siendo inaugurado el 10 de febrero de 2022, en el 107 aniversario de la FAM. Junto a este museo, fue inaugurado también el Museo del Mamut, cuyas instalaciones se encuentran a unos metros del MUMA.

## Instalaciones
El museo cuenta con 13 salas de exhibición y 4 galerías, así como un simulador de torre de control, cafetería, tienda de suvenires y 50 aeronaves en exhibición dentro y fuera del edificio, destacando aeronaves de fabricación nacional como el Avión Pinocho, Azcárate O-E-1, LASA-60, TNCA Serie H, TNCA Serie C y el AAMSA A9B-M Quail "Naco"; también se exhibe un P-47 Thunderbolt del Escuadrón 201 que participó en la Segunda Guerra Mundial; un DC-3 apodado "El Mexicano" que fue el primer avión presidencial de México; un Mil Mi-26, que fue el helicóptero más grande operado por la FAM, un F-5 totalmente artillado, entre otras aeronaves.
Existe transporte público y rutas de autobuses foráneos hacia la terminal aérea del Aeropuerto de Santa Lucía, sin embargo, para acceder a la zona militar, que es donde se encuentran el Museo del Mamut y el Museo Militar de Aviación, es necesario hacer uso de taxi o vehículo particular.

## Galería

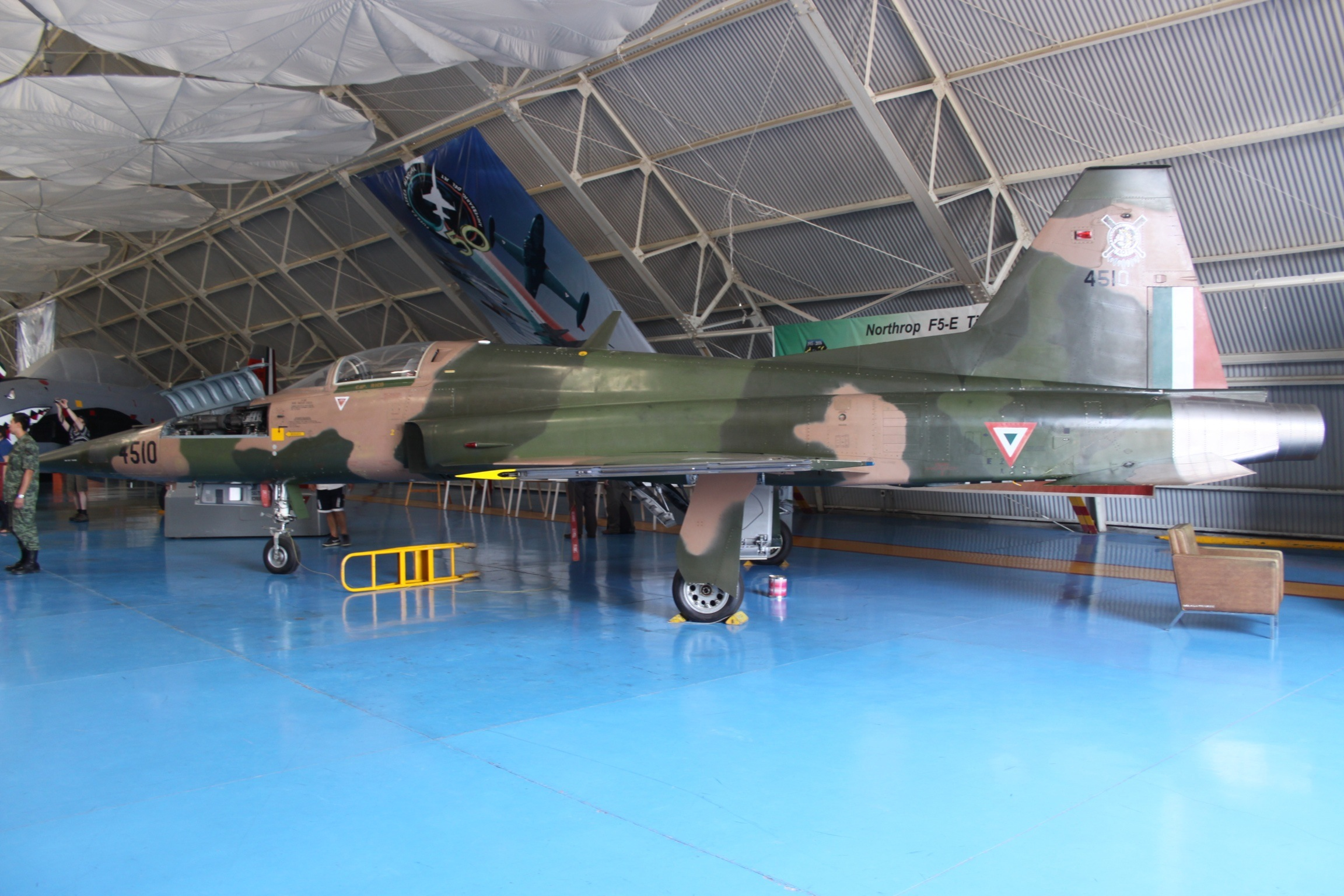
Northrop F-5E Tiger II de la Fuerza Aérea Mexicana en el hangar del Escuadrón Aéreo 302
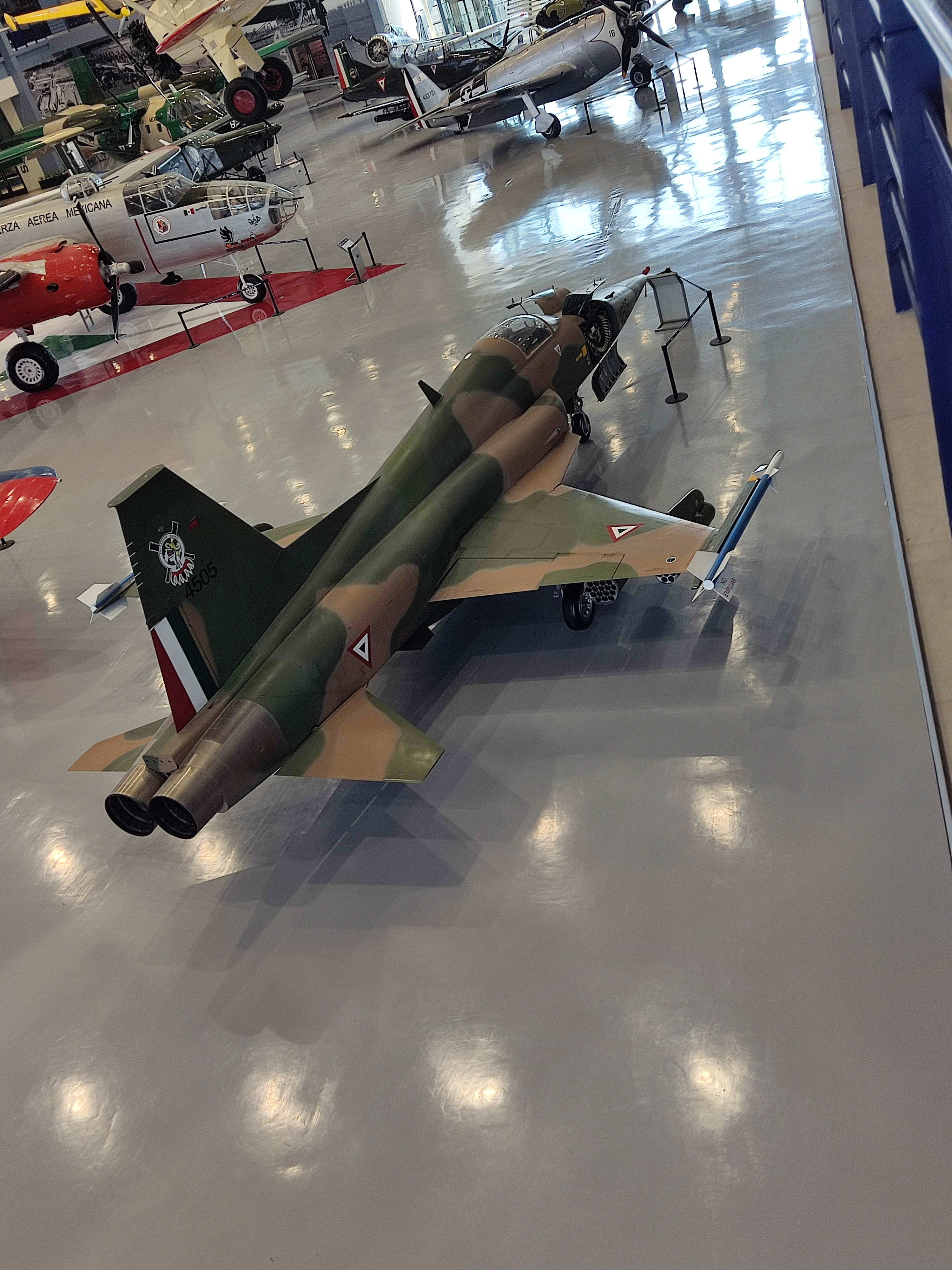
Northrop F-5E Tiger II de la FAM en las nuevas instalaciones del MUMA
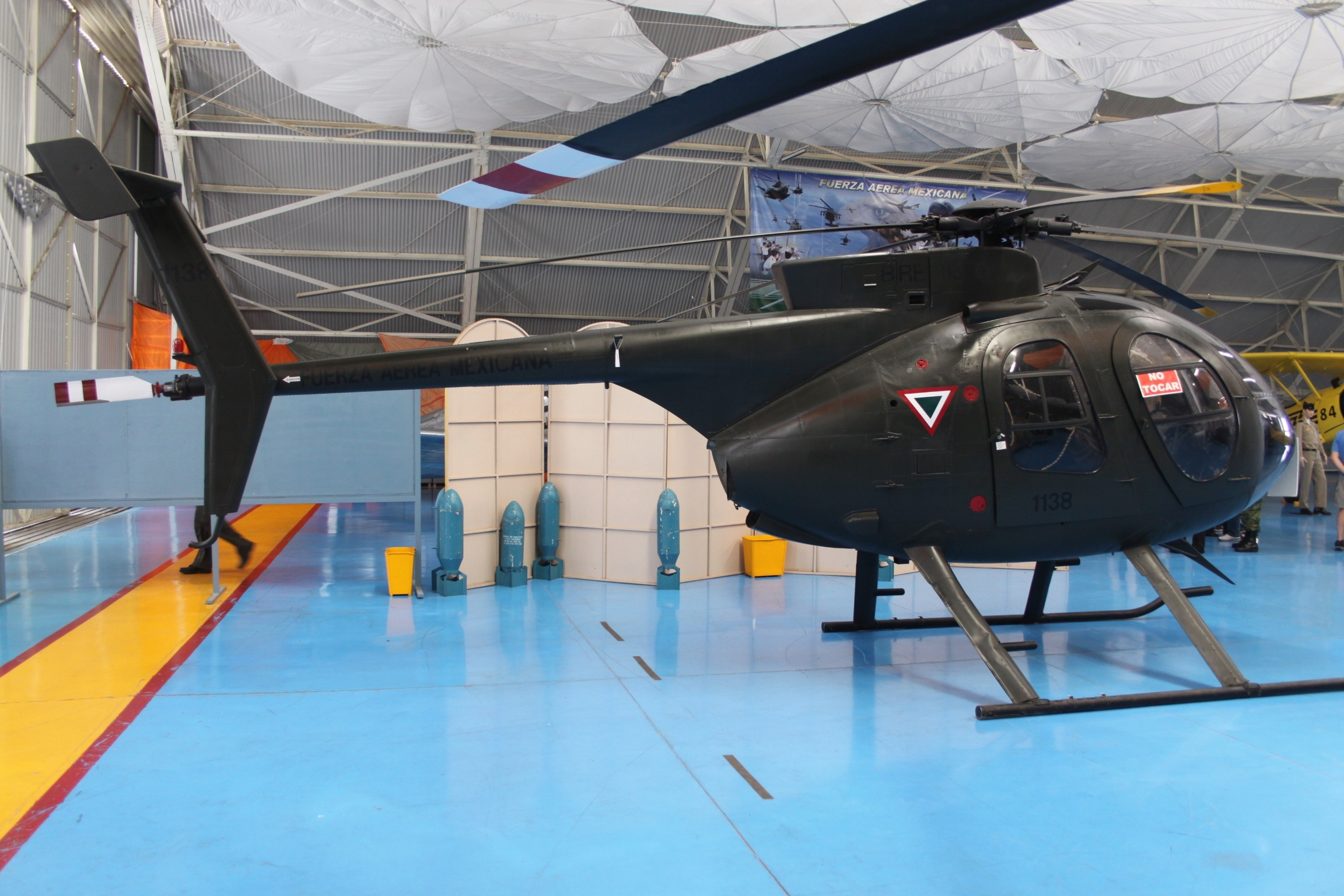
MD-500 de la FAM en echibición.
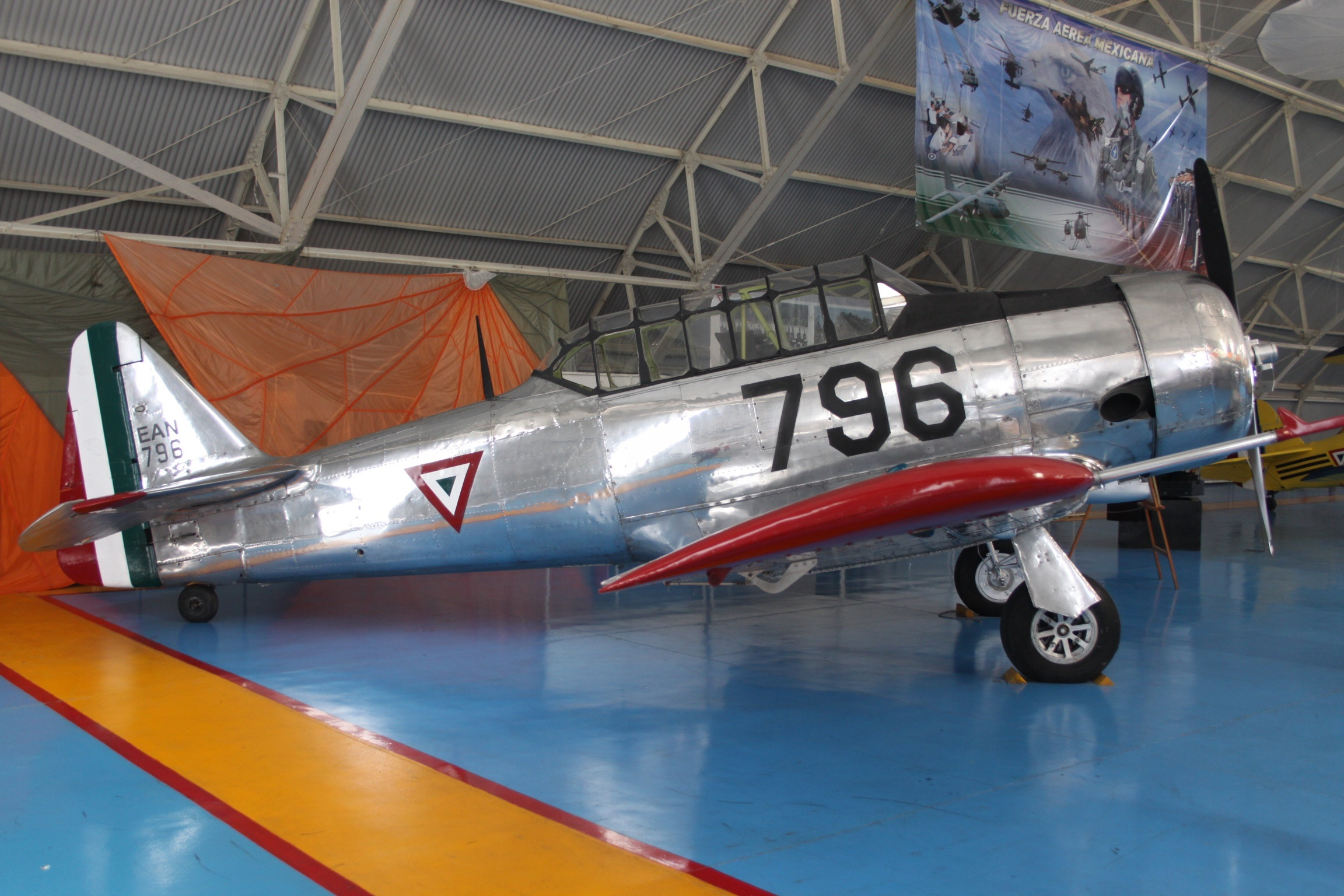
North American T-6 Texan
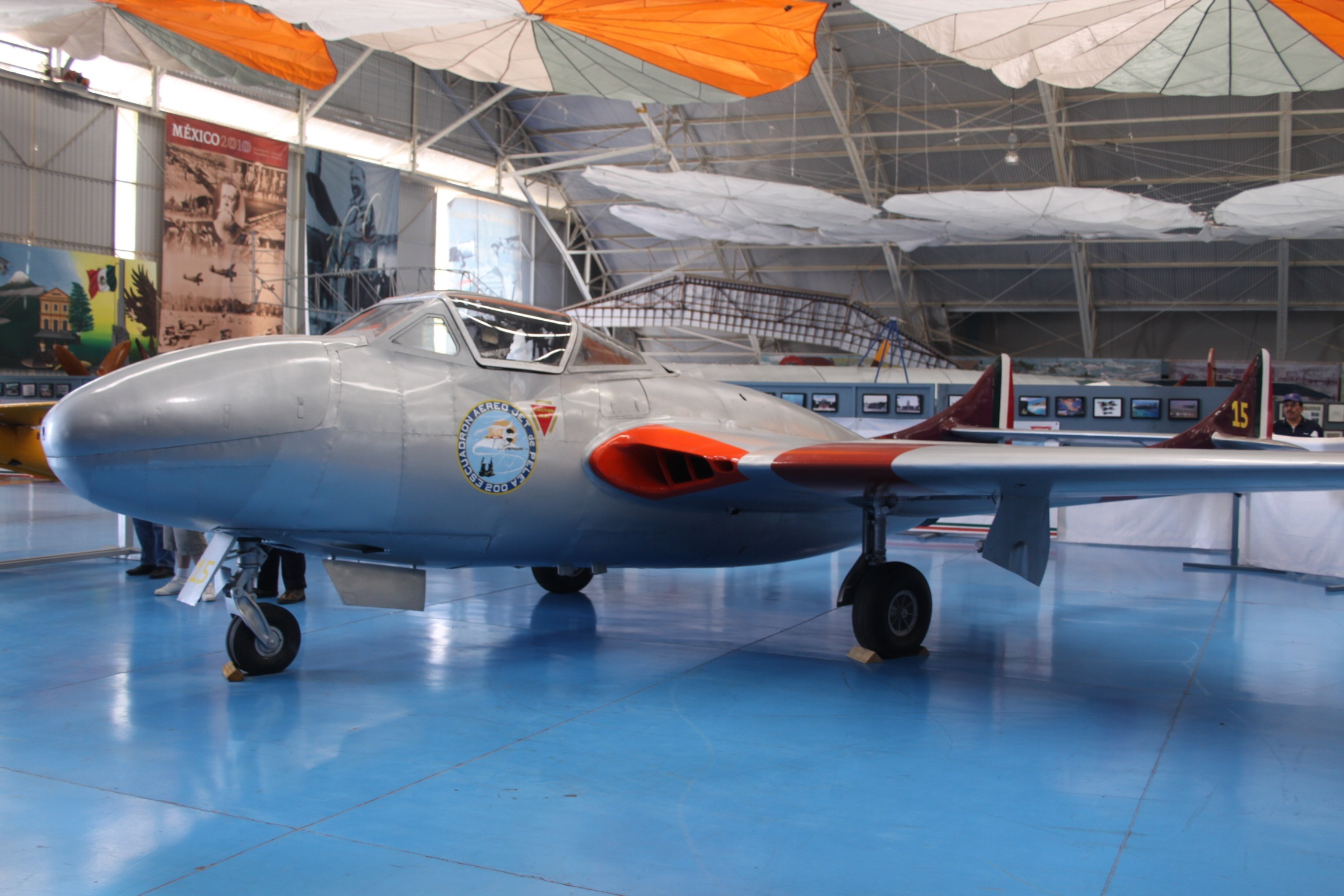
de Havilland DH.100 Vampire T-11
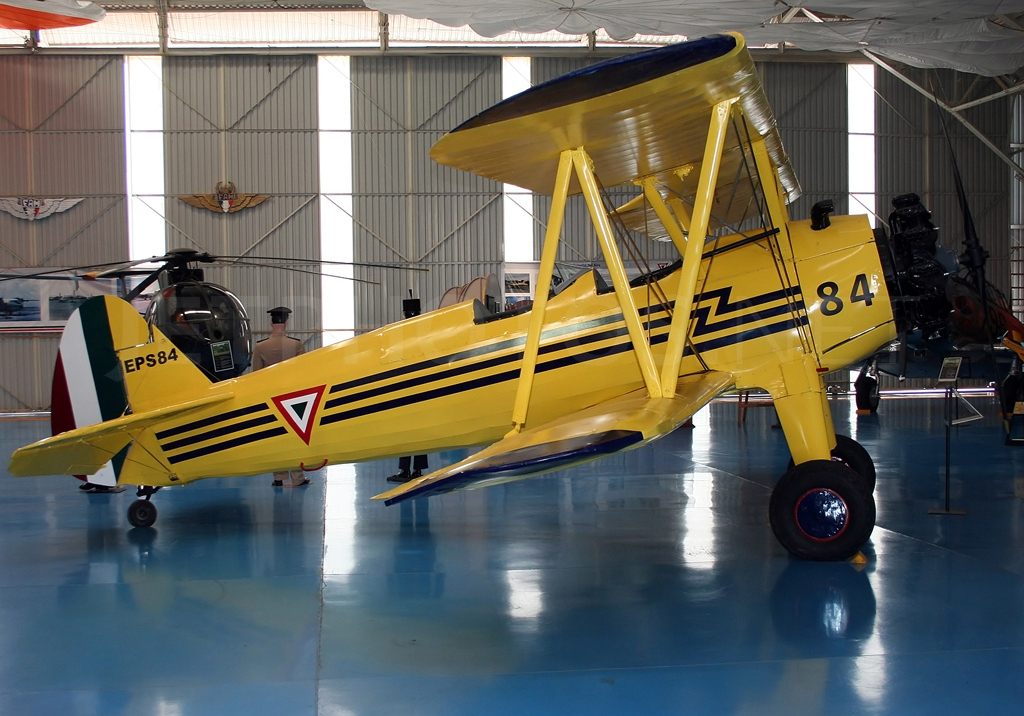
Boeing PT-17
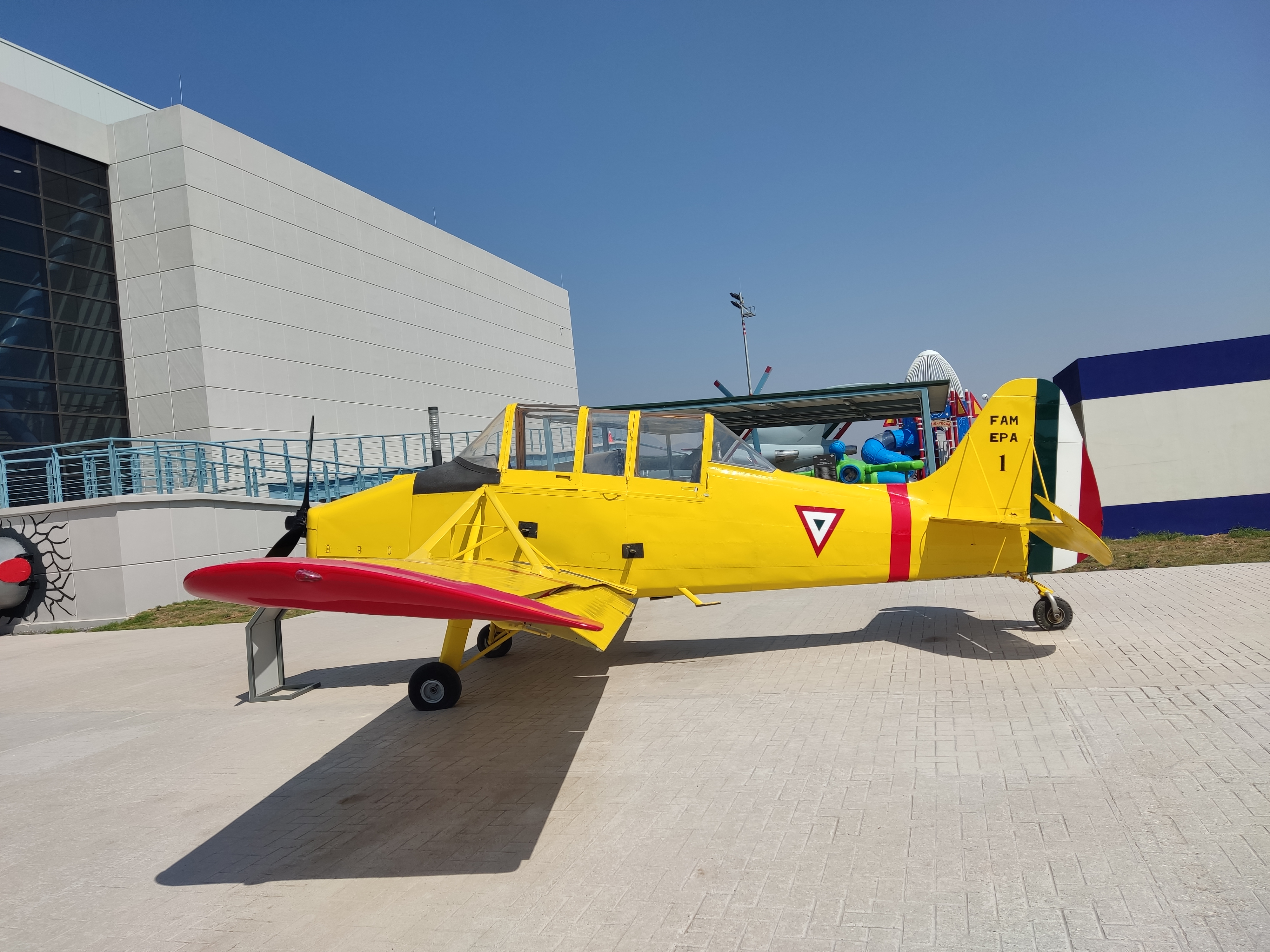
AAMSA A9B-M Quail "Naco"
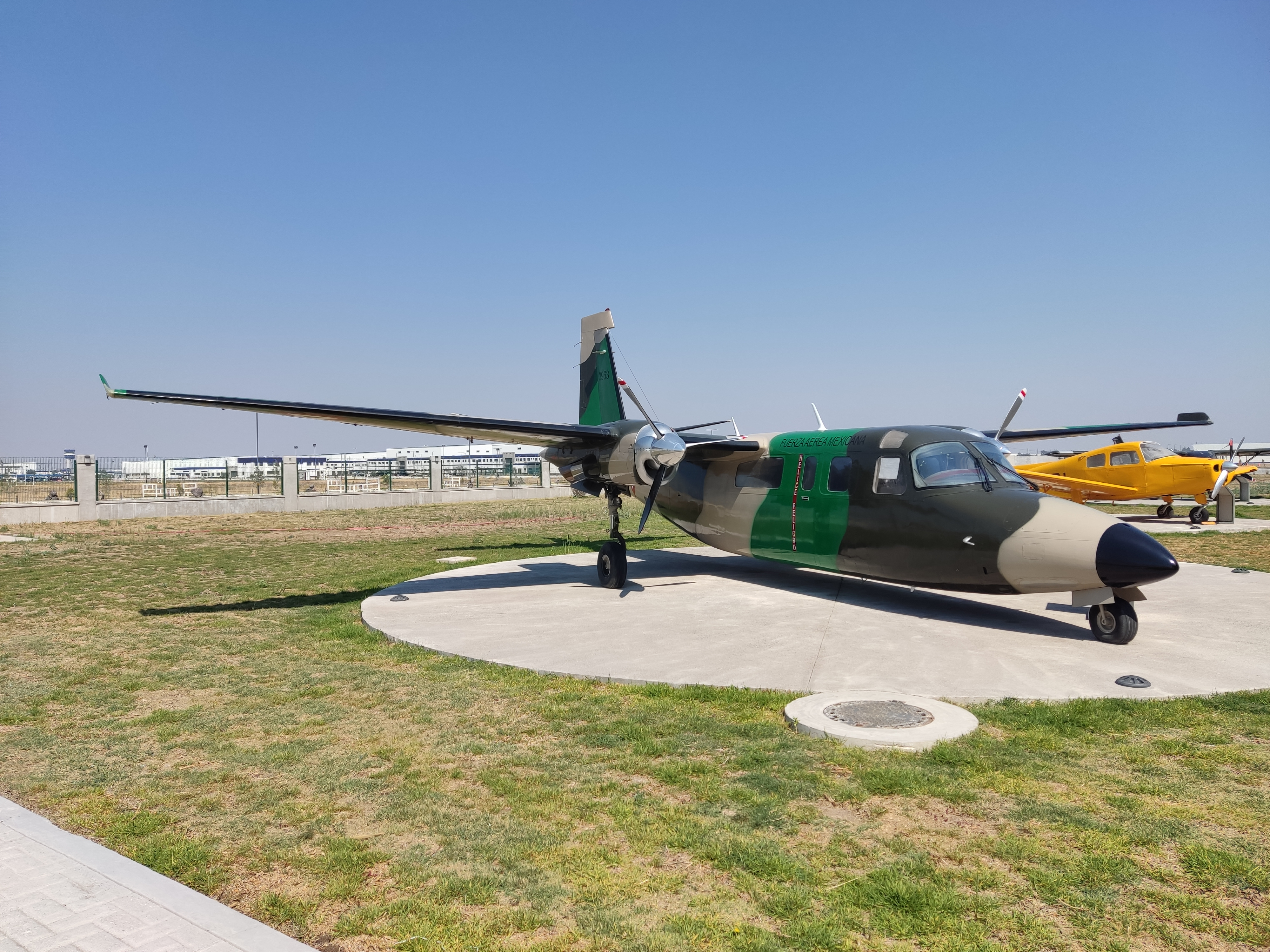
Aero 690A Commander
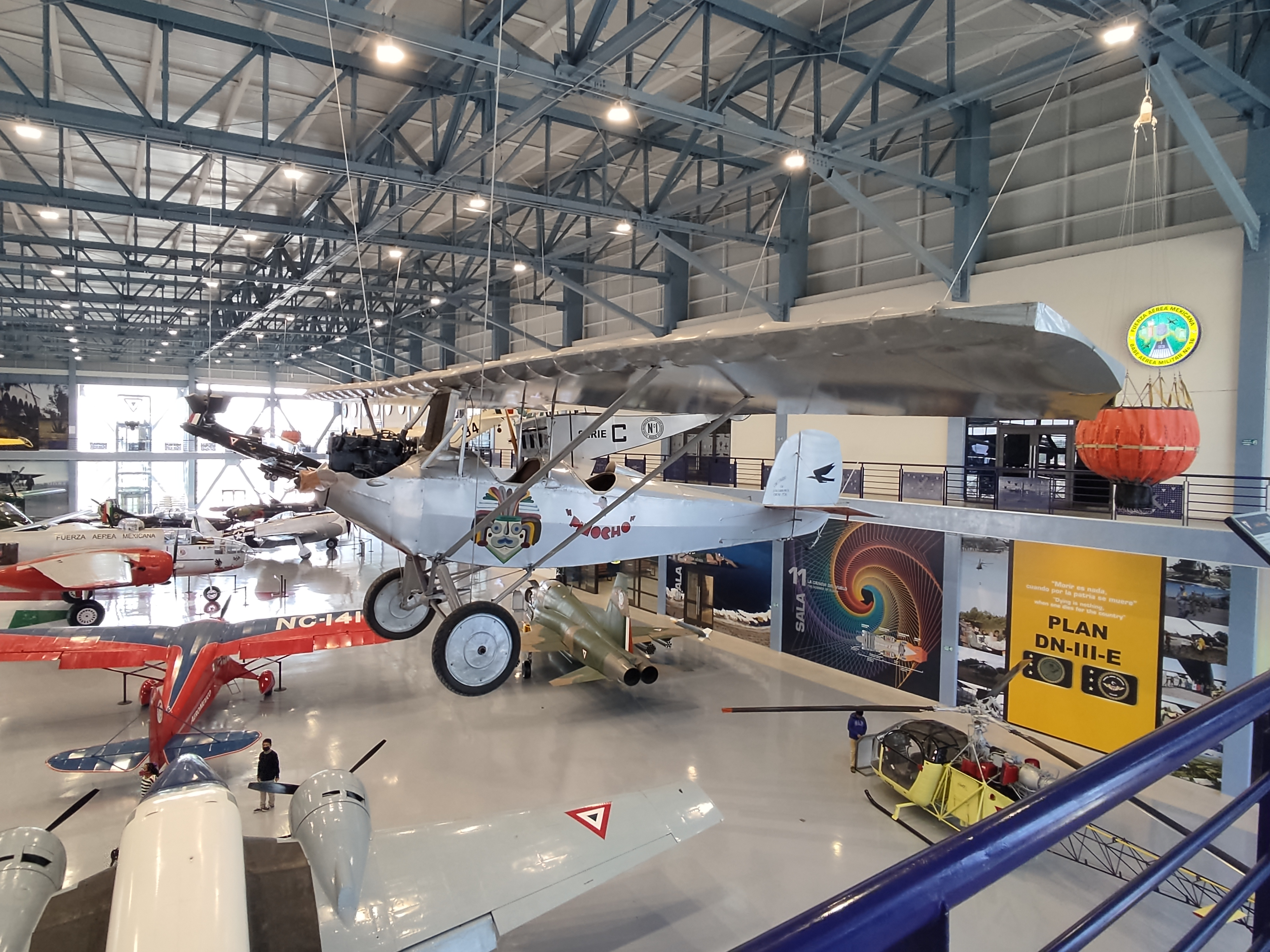
Avión Pinocho
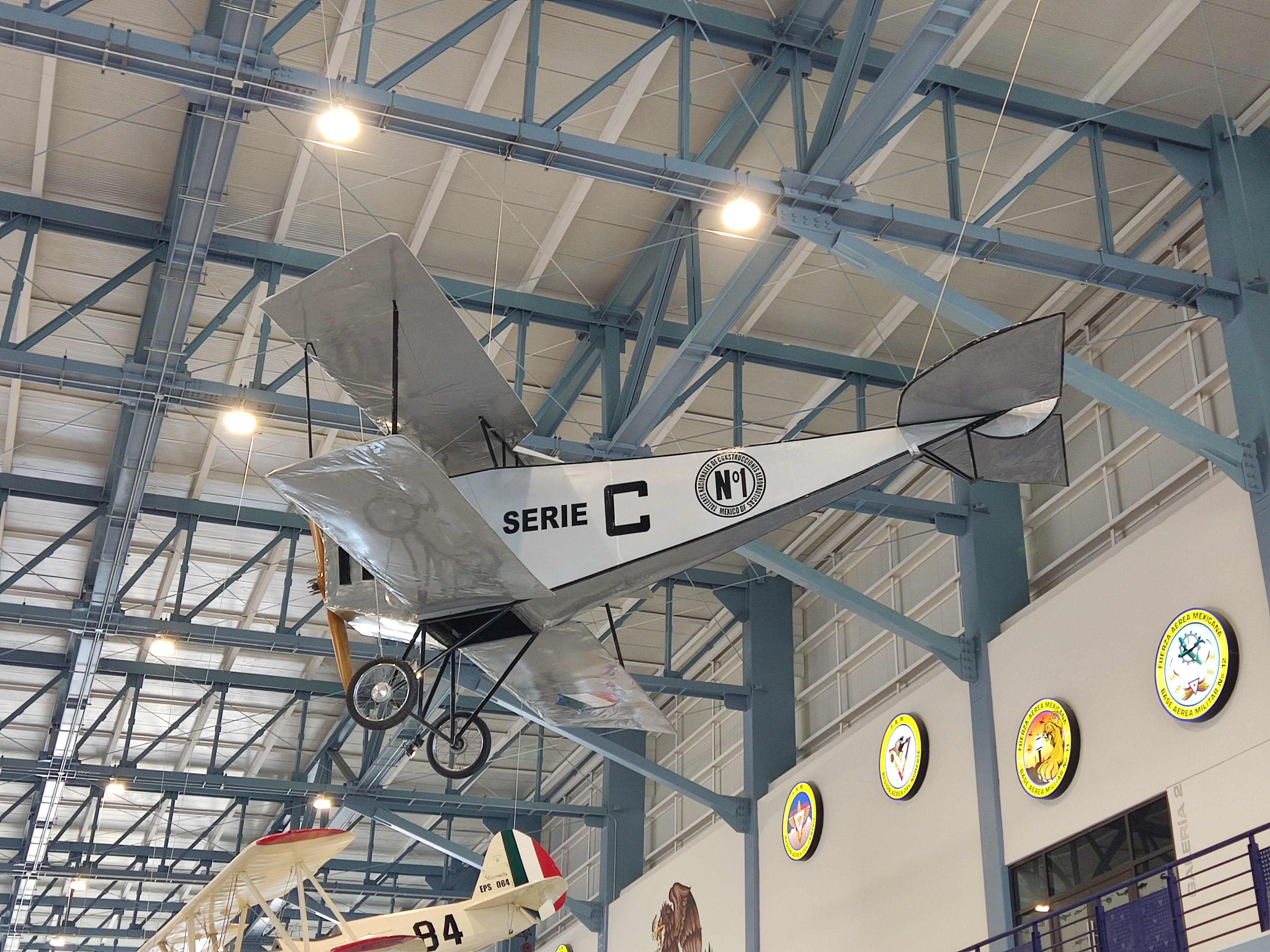
TNCA Serie C
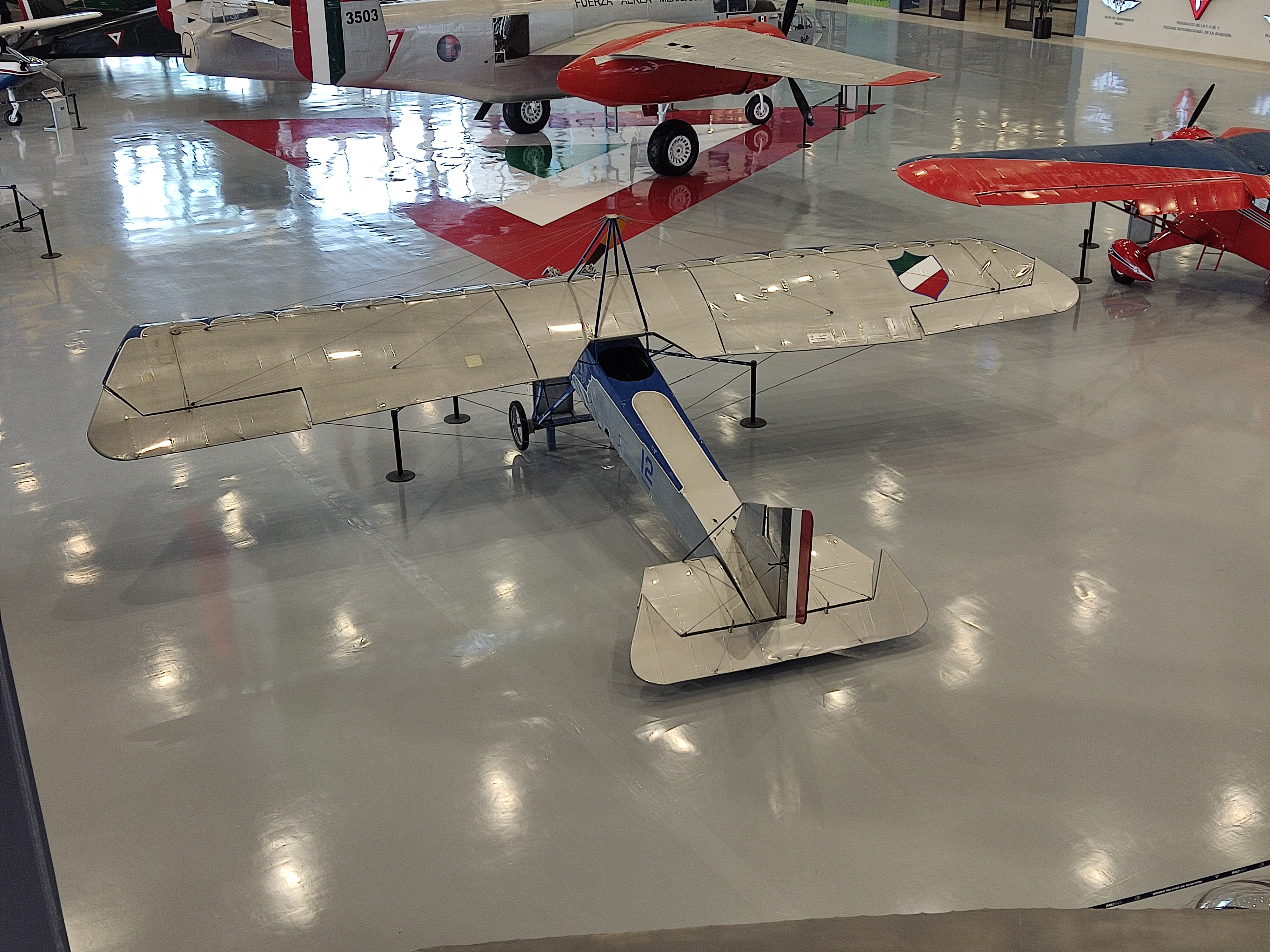
TNCA Serie H
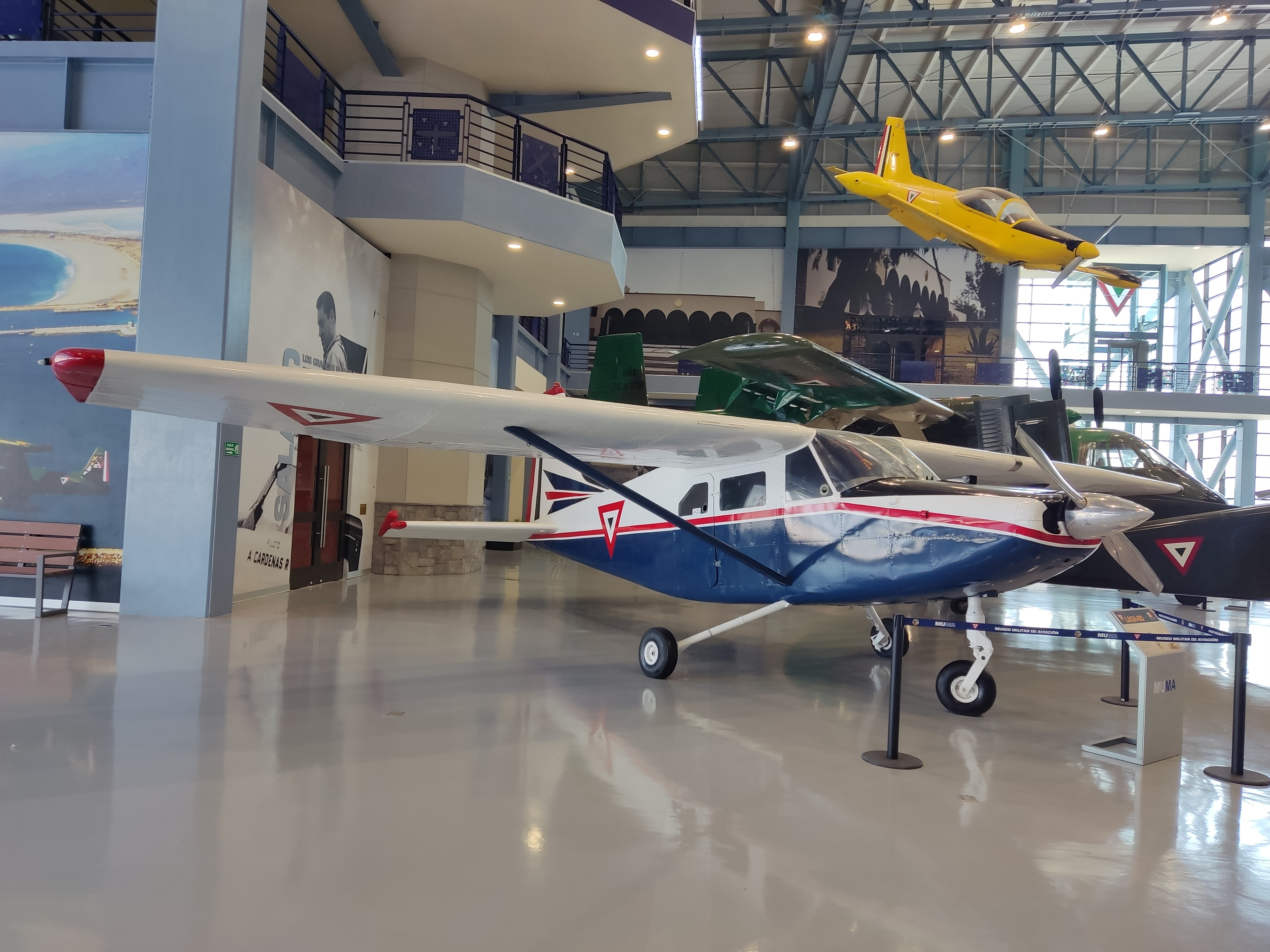
LASA-60
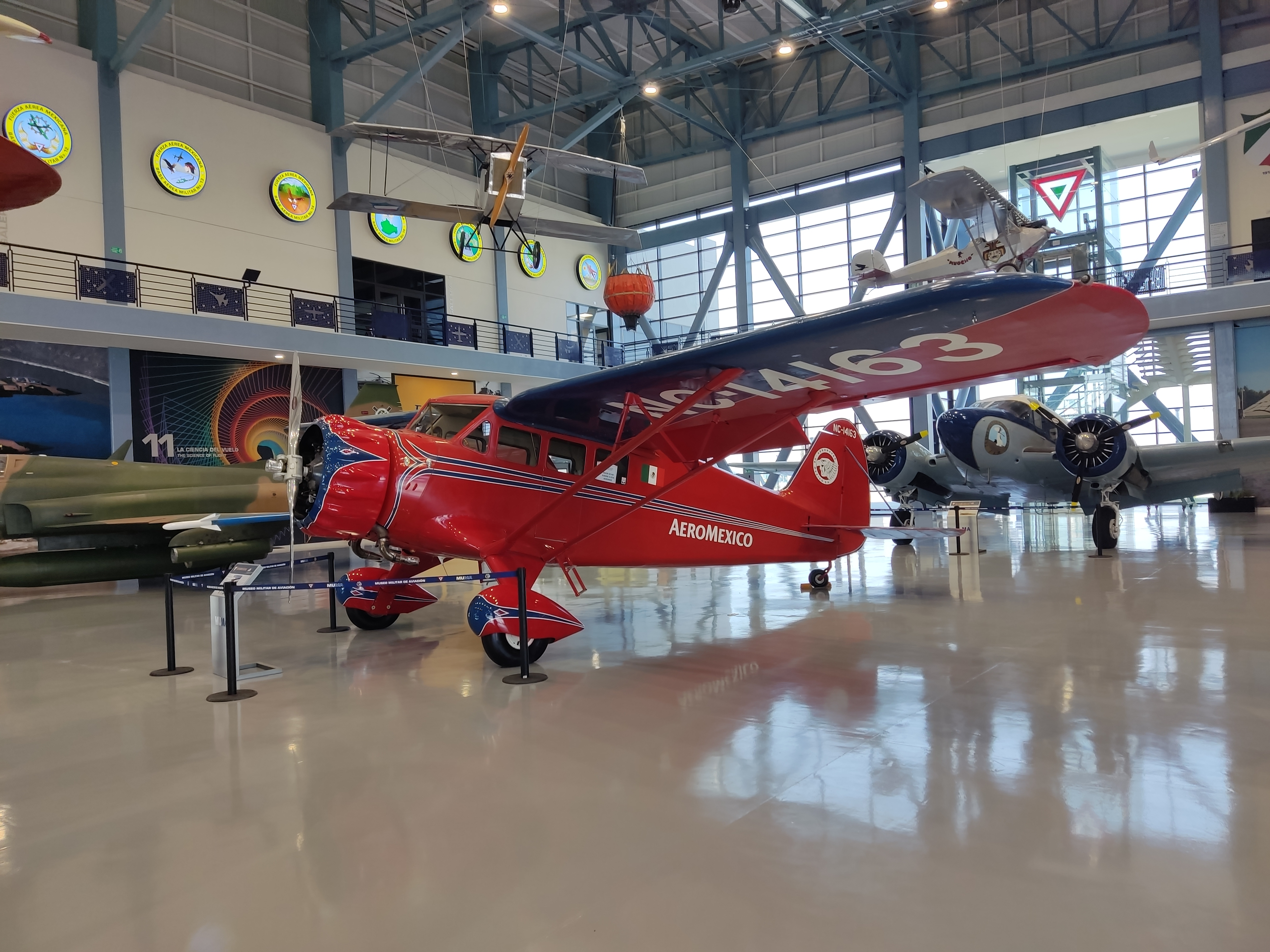
Stinson SR-5A Reliant de Aeronaves de México
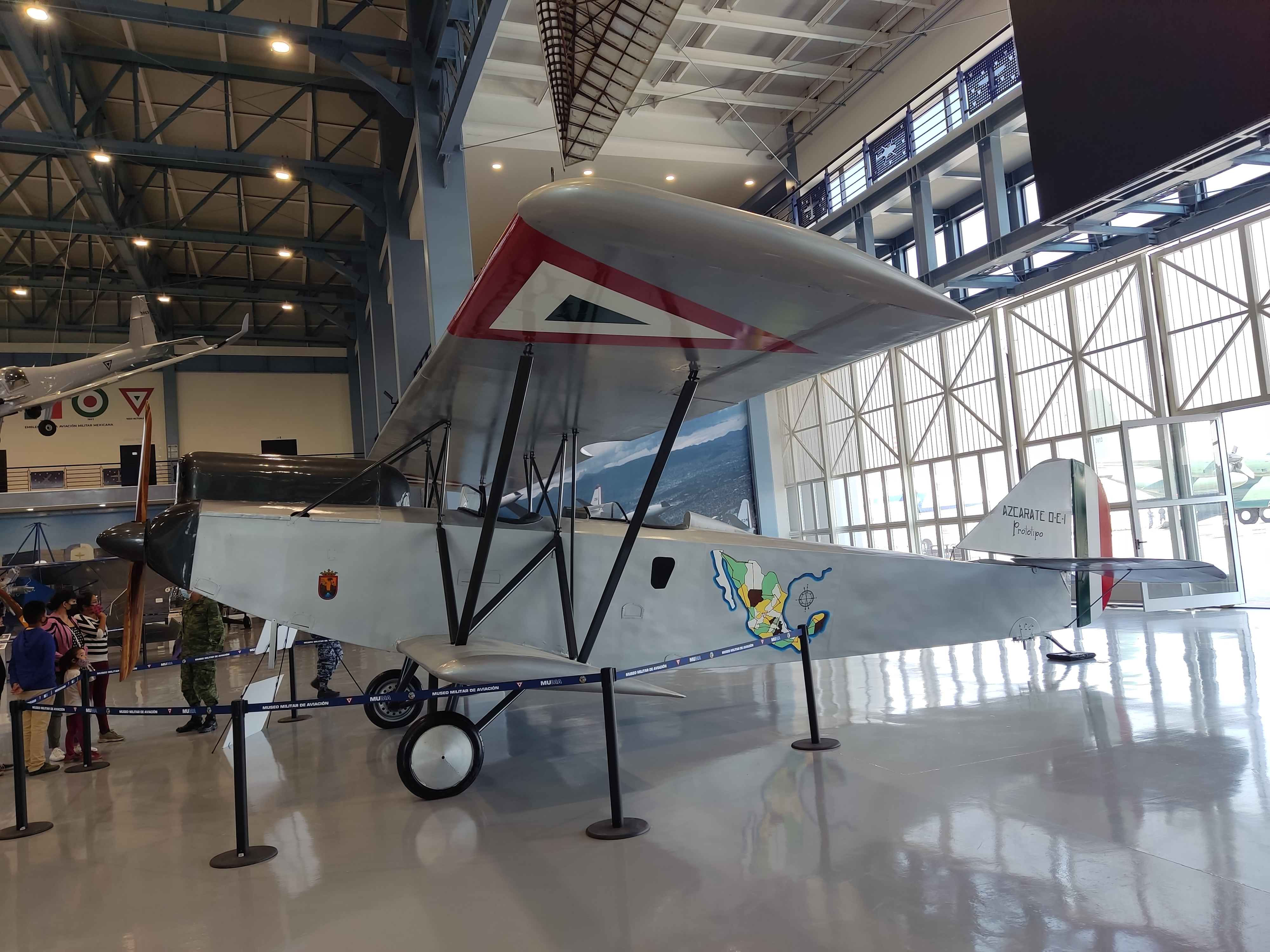
Azcárate O-E-1
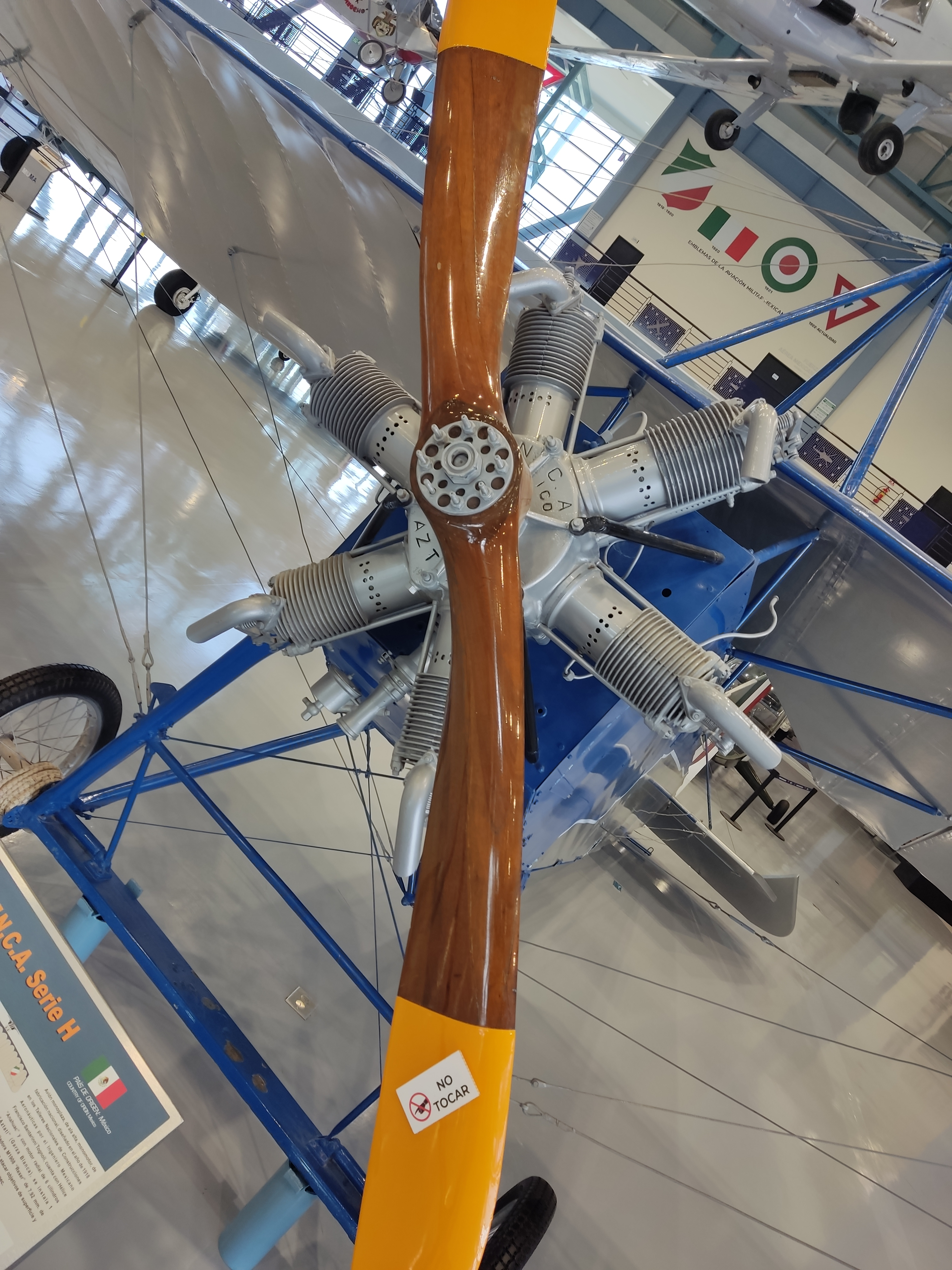
Motor TNCA Aztatl y Hélice Anáhuac montados en un TNCA Serie H
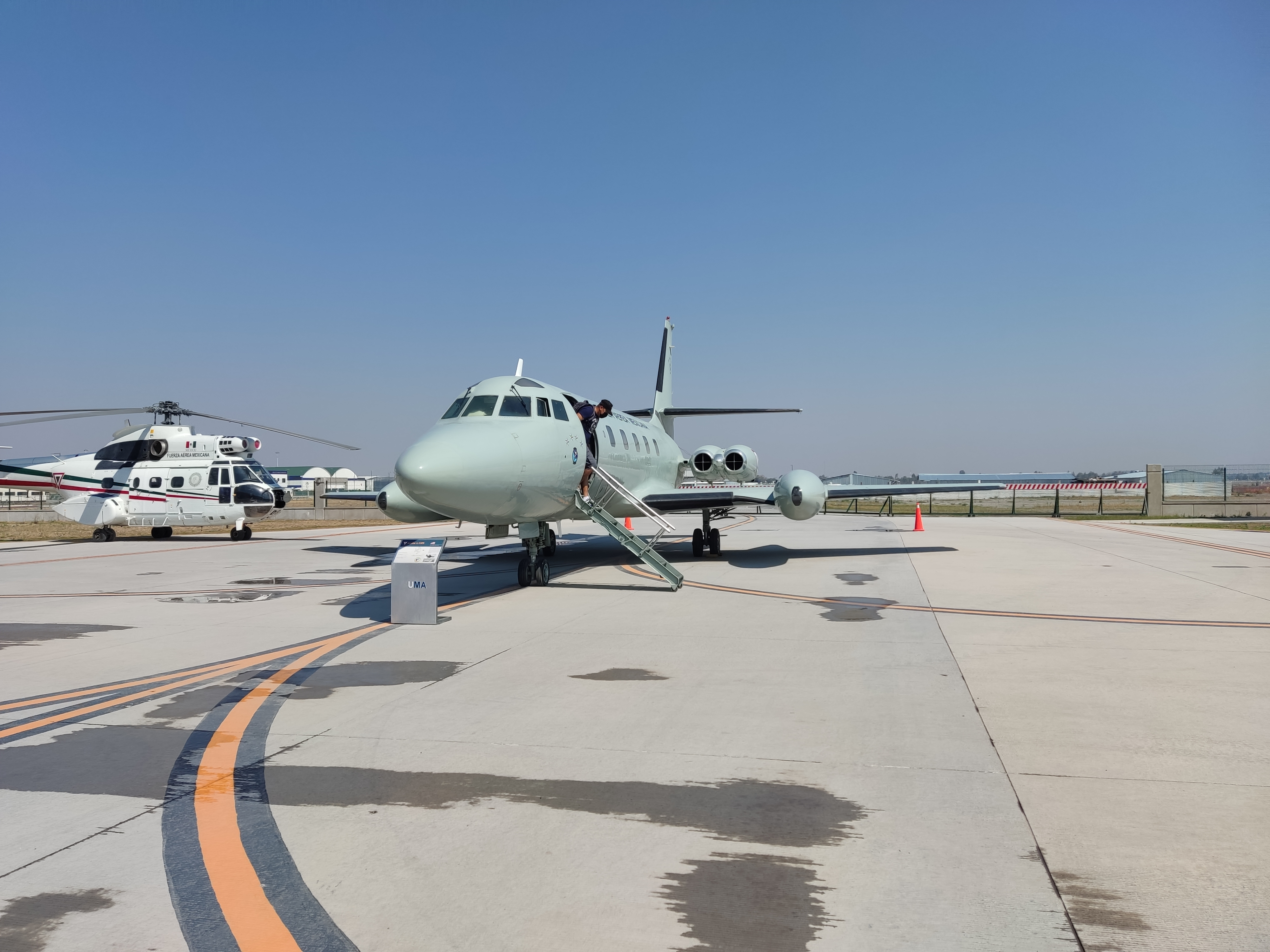
Lockheed JetStar de la Fuerza Aérea Mexicana, al fondo se aprecia un Super Puma
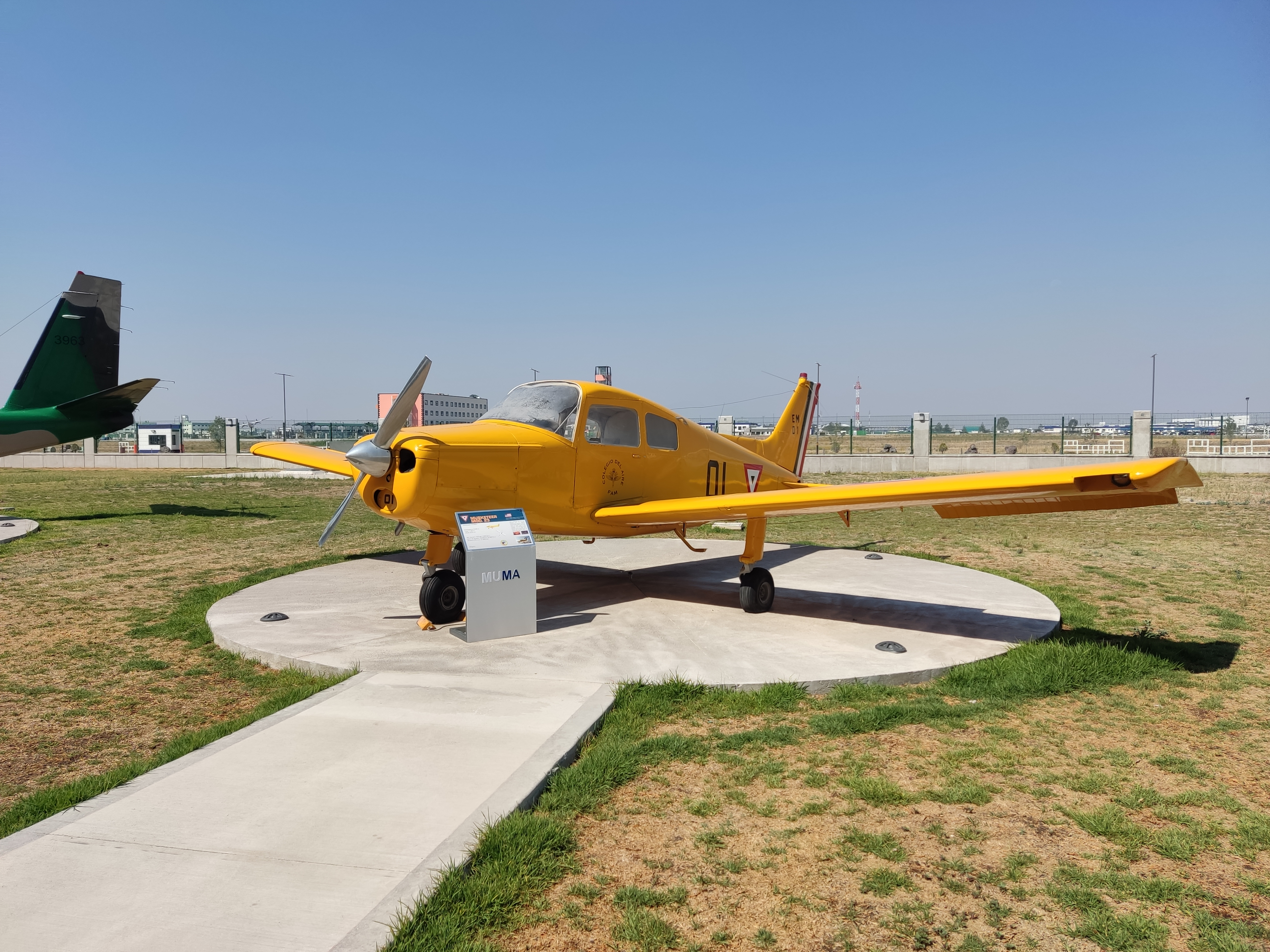
Beechcraft Musketeer
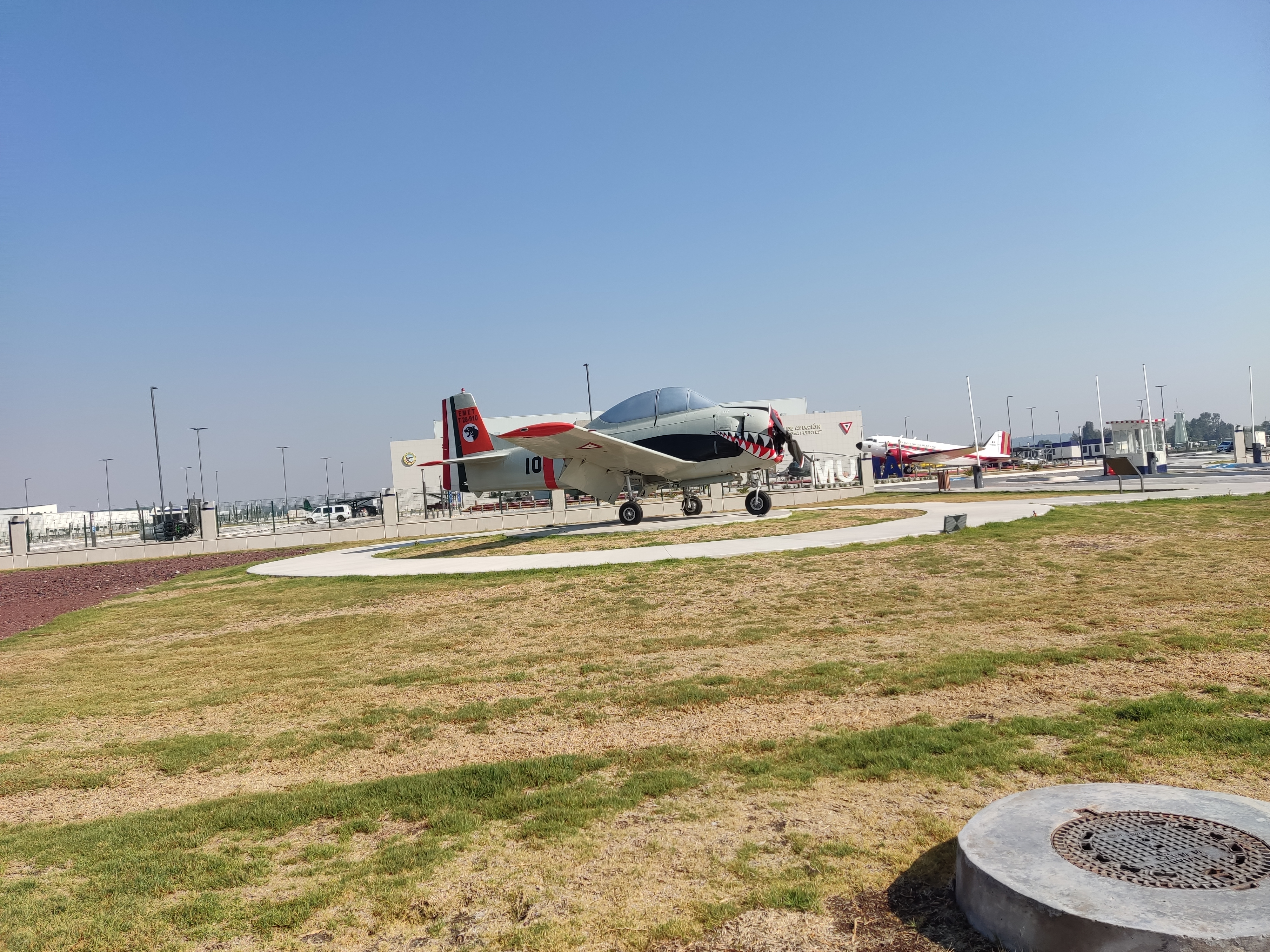
North American T-28 Trojan en la entrada del museo, al fondo se aprecia el Douglas DC-3 "El Mexicano"